# Майк Даксбері
Майк Даксбері (англ. Mike Duxbury, нар. 1 вересня 1959, Блекберн) — англійський футболіст, що грав на позиції правого захисника, зокрема за «Манчестер Юнайтед» та національну збірну Англії.

## Клубна кар'єра
У дорослому футболі дебютував 1976 року виступами за команду «Манчестер Юнайтед», в якій провів чотирнадцять сезонів, взявши участь у 299 матчах чемпіонату.  Більшість часу, проведеного у складі «Манчестер Юнайтед», був основним гравцем захисту команди. 1977 року виборов титул володаря Кубка Англії з футболу, двічі, у 1977 і 1983 роках, ставав володарем Суперкубка Англії з футболу.
Згодом протягом 1990—1992 років захищав кольори клубу «Блекберн Роверз», а завершував ігрову кар'єру в «Бредфорд Сіті», за який виступав протягом 1992—1994 років.

## Виступи за збірну
1983 року дебютував в офіційних матчах у складі національної збірної Англії.
Загалом протягом дворічної кар'єри у національній команді провів у її формі 10 матчів.
| Дата       | Місто          | Господарі  | Результат | Гості     | Турнір            | Голи | Примітки |
| ---------- | -------------- | ---------- | --------- | --------- | ----------------- | ---- | -------- |
| 16-11-1983 | Люксембург     | Люксембург | 0 – 4     | Англія    | Відбір до ЧЄ 1984 | -    |          |
| 29-2-1984  | Париж          | Франція    | 2 – 0     | Англія    | товариський матч  | -    |          |
| 2-5-1984   | Рексем         | Уельс      | 1 – 0     | Англія    | товариський матч  | -    |          |
| 26-5-1984  | Глазго         | Шотландія  | 1 – 1     | Англія    | товариський матч  | -    |          |
| 2-6-1984   | Лондон         | Англія     | 0 – 2     | СРСР      | товариський матч  | -    |          |
| 10-6-1984  | Ріо-де-Жанейро | Бразилія   | 0 – 2     | Англія    | товариський матч  | -    |          |
| 13-6-1984  | Монтевідео     | Уругвай    | 2 – 0     | Англія    | товариський матч  | -    |          |
| 17-6-1984  | Сантьяго       | Чилі       | 0 – 0     | Англія    | товариський матч  | -    |          |
| 12-9-1984  | Лондон         | Англія     | 1 – 0     | НДР       | товариський матч  | -    |          |
| 17-10-1984 | Лондон         | Англія     | 5 – 0     | Фінляндія | Відбір до ЧС 1986 | -    | 46'      |
| Усього     |                | Матчів     | 10        |           | Голів             | 0    |          |

## Титули і досягнення
- Володар Кубка Англії з футболу (1):

«Манчестер Юнайтед»: 1976-1977
- Володар Суперкубка Англії з футболу (2):

«Манчестер Юнайтед»: 1977, 1983
- Чемпіон Європи (U-21): 1982